# Епархия Меца
Епархия Меца (лат. Dioecesis Metensis, фр. Diocèse de Metz) — епархия Римско-католической церкви во Франции, входящая в церковную область Восток и находящаяся в прямом подчинении Святому Престолу.
Клир епархии включает 443 священников (381 епархиальных и 62 монашествующих священников), 49 диаконов, 116 монахов, 758 монахинь.
Адрес епархии: 15 Place Sainte-Glossinde, B.P. 10690, 57019 Metz CEDEX 1, France.

## Территория
В юрисдикцию епархии входит 649 приходов в департаменте Мозель во Франции.
Все приходы объединены в 38 архипресвитерств и 5 архидьяконств.
Кафедра епископа находится в городе Мец в церкви Святого Стефана.

## История
Кафедра Меца была основана в III веке. Информация о первых епископах Меца сохранилась лишь на уровне предания. Первым архиереем, чье имя упоминается в письменном источнике был епископ Эспер, участник Клермонского собора 535 года. В ранний период своей истории епархия Меца была епископством-суффраганством митрополии Трира.
В VIII—IX веках духовная жизнь в епархии достигла высокого уровня, особенно при святых епископах Хродегане и Дрогоне, увеличивших число городских приходов и монастырей, в которых монахи и монахини подвизались по уставам Святого Колумбана и Святого Бенедикта.
В 945 году епископы Меца получили на время светскую власть над городом и одноименным графством. В 955 году церковных лен перешёл во владение герцогов Лотарингии и под непосредственную опеку императора, который пользовался правом избрания новых епископов вместе с капитулом .
В XII веке епископ Бертрам предоставил городу Мец привилегии вольного города и удалился в Вик-сюр-Сей, в резиденцию, построенную на земле, принадлежавшей Церкви.
В 1224 году Жан д’Апремон стал первым епископом избранным исключительно капитулом.
После смерти епископа Георга Баденского в 1484 году, вплоть до 1871 года кафедру Меца занимали исключительно французы. До 1607 года кафедра была закреплена за членами дома герцогов Лотарингии.
В 1664 году король Людовик XIV получил от Папы Александра VII привилегию назначать епископов Меца.
В 1736 году епископ Клод де Сен-Симон принял титул князя-епископа. После Великой Французской революции, последний князь-епископ, кардинал Луи де Монморанси-Лаваль (1761—1802) был вынужден эмигрировать в Германию.
В соответствии с конкордатом 1801 года буллой Qui Christi Domini от 29 ноября 1801 года епархия была восстановлена в других границах, которые совпали с границами департаментов Мозель, Арденны и Форет. Тогда же епархия Меца вошла в церковную провинцию архиепархии Безансона. Епископ Пьер-Франсуа Бьенэме реорганизовал административную структуру епархии, в которой на то время было 90 приходов и 1251 приписной приход.
В 1817 году части департаментов Арденны и Форет вошли в состав Пруссии. Эти земли были выделены из состава епархии, а в 1821 году оба департамента были полностью отделены от епархии, в которой, таким образом, остались 30 приходов и 418 приписных приходов.
В 1871 году епархия вошла в состав Германии.
14 июня 1874 года декретом Rem in ecclesiastica Консистории конгрегаций епархия Меца была подчинена напрямую Святому Престолу. Вследствие политики Kulturkampf, проводившейся правительством Германии, многие католические учреждения города Мец были упразднены.
10 июля 1874 года в состав епархии вошли районы Саррбур и Шато-Сален, ранее принадлежавшие епархии Нанси, с другой стороны, епархия Меца уступила епархии Нанси район Брие.
После Первой мировой войны территории Лотарингии были возвращены Франции. С того времени право избрания новых епископов Меца было закреплено за президентами Французской республики.

## Ординарии епархии
| - святой Климент (280—300); - святой Целестий (IV век); - святой Феликс I (IV век); - святой Пациент Грек (IV век); - Виктор I (344—346); - Виктор II (IV век); - святой Симеон (IV век); - Самбатий (IV век); - святой Руф (V век); - святой Адельф (V век); - Фирмин (V век); - святой Легонтий (V век); - святой Авктор (упоминается в 451); - Эксплеций (V век); - Урбиций (V век); - Бонолий (V век); - Теренций (V век); - Консолин (Госселен) (V век); - святой Роман (486); - святой Фронимий (497); - святой Грамматий (497—512); - святой Агатимбер (512—525); - святой Гесперий (525/535 — 542); - святой Виллик (ок. 542 — 17 апреля 568); - святой Пётр (578/580); - святой Агиульф (590—599); - святой Арноальд (599—607); - святой Паппол (610 — 21.11.614); - святой Арнульф (27.03.615 — 626); - святой Гоэрик (Аббон I) (627—644); - святой Годон (644—652); - святой Хлодульф (652—693); - святой Аббон II (693—707); - святой Аптат (707—715; - святой Феликс II (715—716); - святой Сигебальд (716 — 26.10.741); - святой Хродеганг (742 — 06.03.766); - Ангильрам (25.09.768 — 791) - Sede vacante (791—818); - Гондульф II (819 — 07.09.822); - Дрого (823 — 08.12.855); - Адвенций (858 — 31.08.875); - Вала (21.03.876 — 12.04.882); - Роберт I (22.04.883 — 02.01.916); - Вигерик (917 — 19.02.927); - преподобный Беннон (927—929); - Адальберон I (929 — 23.04.964); - Тьерри I (964 — 07.09.984); - Адальберон II (16.10.984 — 14.12.1005); - Тьерри II Люксембургский (1006 — 02.05.1046); - Адальберон III (1047 — 12.11.1072); - Эрманн (1073 — 04.05.1090); - Поппон (1090—1103); - Адальберон IV (1090—1115); - Sede vacante (1116); - Теоже де Сен-Жорж (1117 — 29.04.1120); - Этьен де Бар (1120 — 29.12.1163); | - Тьерри III де Бар (1164 — 08.08.1171); - Юг де Клермон (1171) — избранный епископ; - Фредерик де Плювуаз (02.09.1171 — 1173); - Тьерри IV Лотарингский (1173—1179); - Бертрам (13.04.1180 — 06.04.1212); - Конрад фон Шарфенберг (23.01.1213 — 24.03.1224); - Жан I д’Апремон (17.11.1224 — 10.12.1238); - Жак Лотарингский (1239 — 24.10.1260); - Филипп де Флоранж (1261—1264); - Гильом де Тренель (12.02.1264 — 04.01.1269); - Лоренц фон Лихтенберг (1270—1279); - Жан II де Дампьер (07.10.1279 — 09.06.1282) — назначен епископом Льежа; - Бушар д’Авен (09.06.1282 — 29.11.1296); - Жерар де Реланс (24.04.1297 — 30.06.1302); - Рено де Бар (19.09.1302 — 04.05.1316); - Анри де Вьеннуа (04.05.1319 — 24.11.1324); - Луи де Пуатье-Валентинуа (26.08.1325 — 17.08.1327); - Адемар де Монтей (21.08.1327 — 12.05.1361); - Жан III де Вьенн (15.11.1361 — 13.08.1365) — назначен епископом Базеля; - Тьерри V Байе де Боппар (13.08.1365 — 18.01.1383); - святой Пётр Люксембургский (10.02.1384 — 05.07.1387); - Рауль де Куси (13.08.1387 — 20.03.1415) — назначен епископом Нойона; - Конрад II Байе де Боппар (20.03.1415 — 20.04.1459); - Георг Баденский (02.07.1459 — 11.10.1484); - Анри Водемон-Лотарингский (16.05.1485 — 16.07.1501); - Анри Водемон-Лотарингский (16.07.1501 — 20.10.1505) — апостольский администратор; - Жан IV Лотарингский (20.04.1505 — 10.05.1543); - Николя де Меркёр (1543—1548); - Жан IV Лотарингский (1548 — 10 мая 1550); - Карл I Лотарингский (10.05.1550 — 22.04.1551); - Робер II де Ленонкур (22.04.1551 — 1553) — апостольский администратор; - Франсуа Бокер де Пегийон (16.12.1555 — 1568); - Луи де Гиз (2 июня 1568 — 29 марта 1578); - Карл II Лотарингский (18.07.1578 — 24.11.1607); - Анн де Перюз д’Эскар де Живри (10.09.1608 — 19.04.1612) — бенедиктинец; - Анри де Бурбон-Вернёй (1612—1652) — апостольский администратор; - Джулио Мазарини (29.11.1653 — 11.12.1658) — избранный епископ; - Франц Эгон фон Фюрстенберг (11.12.1658 — 30.07.1663) — избранный епископ, назначен епископом Страсбурга; - Вильгельм Эгон фон Фюрстенберг (28.09.1663 — 1668) — избранный епископ; - Жорж д’Обюссон де ла Фёйад ([03.06.1669 — 12.05.1697); - Анри Шарль дю Камбу де Куаслен (11.11.1697 — 28.11.1732); - Клод де Сен-Симон (15.02.1734 — 28.02.1760); - Луи-Жозеф де Монморанси-Лаваль (6 апреля 1761 — 29 ноября 1801); - Николя Франсен (1792—1802) — антиепископ; - Пьер-Франсуа Бьенеме (11.04.1802 — 09.02.1806); - Гаспар-Андре Жоффре (15.07.1806 — 12.05.1823); - Клод-Игнас Лоран (1811—1815) — антиепископ; - Жак-Франсуа Бессон (12.09.1823 — 23.07.1842); - Поль Дюпон де Лож (13.09.1843 — 18.08.1886); - Франц-Людвиг Флекк (18.08.1886 — 18.10.1899); - Виллиброрд Бенцлер (08.09.1901 — 10.07.1919) — бенедиктинец; - Жан-Батист Пель (24.04.1919 — 10.09.1937); - Йозеф-Йоханн Хайнц (15.02.1938 — 30.11.1958); - Пауль Йозеф Шмитт (30.11.1958 — 1987); - Пьер Раффен (4.08.1987 — 27.09.2013) - Жан-Кристоф Лаглез (27.09.2013 — 13.08.2021) - Филипп Балло (с 23.06.2022) |  |

## Статистика
На конец 2013 года из 1 034 000 человек, проживающих на территории епархии, католиками являлись 808 800 человек, что соответствует 78,2 % от общего числа населения епархии.
| год  | население | население | население | священники | священники        | священники         | священники                           | постоянные диаконы | монахи  | монахи  | приходы |
| год  | католики  | всего     | %         | всего      | белое духовенство | черное духовенство | число католиков на одного священника | постоянные диаконы | мужчины | женщины | приходы |
| ---- | --------- | --------- | --------- | ---------- | ----------------- | ------------------ | ------------------------------------ | ------------------ | ------- | ------- | ------- |
| 1950 | 660.000   | 705.000   | 93,6      | 1.056      | 860               | 196                | 625                                  |                    | 196     | 2.996   | 660     |
| 1970 | 860.000   | 994.081   | 86,5      | 972        | 777               | 195                | 884                                  |                    | 341     | 2.144   | 770     |
| 1980 | 912.000   | 1.019.000 | 89,5      | 804        | 655               | 149                | 1.134                                | 3                  | 273     | 1.614   | 683     |
| 1990 | 826.000   | 1.027.000 | 80,4      | 616        | 497               | 119                | 1.340                                | 18                 | 205     | 1.292   | 686     |
| 1999 | 848.000   | 1.047.000 | 81,0      | 507        | 424               | 83                 | 1.672                                | 43                 | 156     | 950     | 649     |
| 2000 | 853.000   | 1.053.000 | 81,0      | 504        | 418               | 86                 | 1.692                                | 45                 | 152     | 920     | 649     |
| 2001 | 829.000   | 1.023.447 | 81,0      | 499        | 418               | 81                 | 1.661                                | 49                 | 146     | 891     | 659     |
| 2002 | 829.000   | 1.023.447 | 81,0      | 466        | 390               | 76                 | 1.778                                | 48                 | 140     | 849     | 649     |
| 2003 | 829.000   | 1.023.447 | 81,0      | 467        | 395               | 72                 | 1.775                                | 49                 | 131     | 826     | 649     |
| 2004 | 829.000   | 1.023.447 | 81,0      | 443        | 381               | 62                 | 1.871                                | 49                 | 116     | 758     | 649     |